# Canon A-1

Canon A-1 — полупрофессиональный малоформатный однообъективный зеркальный фотоаппарат выпускавшийся фирмой Canon с 1978 по 1987 год. Камера явилась развитием модели Canon AE-1 и альтернативой профессиональному Canon New F-1. Однако, по сравнению с последним модель A-1 была самой передовой камерой своего времени: в ней впервые в мире использован программный автомат, устанавливающий одновременно оба экспозиционных параметра. Кроме того, использована новейшая система измерения экспозиции электронной вспышки по отражённому от плёнки свету TTL OTF (англ. Off The Film).
Управление фотоаппаратом было цифровым, и основано на четырёх интегральных микросхемах. На светодиодном дисплее в поле зрения видоискателя отображались основные параметры. К камере выпускались несколько приставных электроприводов различной мощности, позволяющих вести серийную съёмку с частотой до 5 кадров в секунду, а также автоматические согласованные фотовспышки Speedlite 155A и 199A.

## Некоторые технические характеристики
- Шесть режимов управления экспозицией: три автоматических (однопрограммный автомат, приоритет выдержки, приоритет диафрагмы и ручной) для непрерывного освещения, и ещё два для системных фотовспышек. Для своего времени это был беспрецедентный набор автоматических режимов;
- Диапазон выдержек — 30—1/1000 сек;
- Сменные фокусировочные экраны;
- Компенсация экспозиции;
- Возможность мультиэкспозиции;
- Предварительный просмотр глубины резкости;
- Автоспуск на 2 и 10 сек;
- Минимальная выдержка синхронизации 1/60 с.